# هوبارت كافانو
هوبارت كافانو (بالإنجليزية: Hobart Cavanaugh)‏ مواليد 22 سبتمبر 1886 في فيرجينيا سيتي، نيفادا، الولايات المتحدة - الوفاة 26 أبريل 1950 في كاليفورنيا، الولايات المتحدة، هو ممثل أمريكي بدأ مسيرته الفنية سنة 1928. ظهر في قرابة 180 فيلما.

## الأعمال
- حلم ليلة صيف
- القبطان بلود
- ثلاث فتيات ذكيات
- الكوميديا الإنسانية
- رسالة لثلاث زوجات

## روابط خارجية
- هوبارت كافانو على موقع IMDb (الإنجليزية)
- هوبارت كافانو على موقع ألو سيني (الفرنسية)
- هوبارت كافانو على موقع أول موفي (الإنجليزية)
- هوبارت كافانو على موقع قاعدة بيانات برودواي على الإنترنت (الإنجليزية)
- هوبارت كافانو على موقع قاعدة بيانات الأفلام السويدية (السويدية)
- هوبارت كافانو على موقع إن إن دي بي (الإنجليزية)
- هوبارت كافانو على موقع قاعدة بيانات الفيلم (الإنجليزية)
- هوبارت كافانو على موقع كينوبويسك (الروسية)